# SN 1993ab
SN 1993ab – supernowa typu Ia odkryta 24 września 1993 roku w galaktyce NGC 1164. W momencie odkrycia miała maksymalną jasność 18,00m.